# Cokes in voorraad
Cokes in voorraad (oorspronkelijke Franstalige titel: Coke en stock) is het negentiende album uit de reeks Kuifje-strips van de Belgische tekenaar Hergé (1907-1983). Het is voor het eerst verschenen in 1958. In 1986 verscheen een nieuwe Nederlandse vertaling.

## Personages die in dit album geïntroduceerd worden
- Pjotr Szut keert terug in het verhaal Vlucht 714.

## Verhaal
Op een avond in de stad lopen Kuifje en kapitein Haddock toevallig generaal Alcazar tegen het lijf, die veel haast heeft en zijn portemonnee per ongeluk op straat laat liggen. Pogingen om de generaal te achterhalen lopen  op niets uit. Diezelfde avond komt Abdoellah, het verwende zoontje van emir Mohammed Ben Kalisj Ezab van Khemed, ongevraagd op Molensloot logeren. Abdoellah blijkt naar Molensloot te zijn gestuurd door zijn vader. Kuifje concludeert dat er weer iets aan de hand moet zijn in Khemed.
De volgende ochtend komen Jansen en Janssen Kuifje ondervragen over generaal Alcazar, die zij schaduwen. Per ongeluk verklappen de detectives in welk hotel Alcazar verblijft en dat hij oude vliegtuigen opkoopt in Europa. Aangekomen in het hotel ziet Kuifje de generaal in gesprek met een man die hij herkent als een van zijn oude vijanden, J.M. Dawson. Kuifje volgt Dawson naar een fabrieksterrein, waar hij hem opgetogen hoort praten over een krantenbericht. Kuifje wordt gezien door een bewaker. Als Alcazar korte tijd later aan Dawson vertelt dat zijn oude vriend Kuifje zijn portemonnee teruggebracht heeft, beseft Dawson dat hij door Kuifje wordt achtervolgd.
Kuifje leest in de krant dat er in Khemed een staatsgreep gepleegd is. Ben Kalisj Ezab is daarbij verdreven door zijn vijand, de sjeik Bab El Ehr, die gebruik maakte van mosquito-vliegtuigen. Kuifje en Haddock gaan op onderzoek uit, deels ook om aan de streken van Abdoellah te ontkomen. In de Khemedse hoofdstad Wadesdah blijken de autoriteiten al te zijn ingelicht. Kuifje en Haddock worden teruggestuurd naar Beiroet, niet wetend dat er een bom in het laadruim van het vliegtuig ligt. Ze ontsnappen hier bij toeval aan, omdat het vliegtuig een noodlanding moet maken vanwege een brandende motor. Ze besluiten om niet met de passagiers en de bemanning op hulp te wachten om te voorkomen dat ze alsnog teruggestuurd worden naar Beiroet. In plaats daarvan reizen ze stiekem met zijn tweeën verder naar Wadesdah, waar ze aankloppen bij Oliveira da Figueira. Deze legt uit dat er opstanden zijn uitgebroken na een conflict tussen de emir en de luchtvaartmaatschappij Arabair. Kuifje had ontdekt dat de vliegtuigen van Arabair ook door Dawsons organisatie geleverd worden. Kuifje en Haddock zijn op hun tocht naar Khemed door handlangers van Dawson en Arabair in de gaten gehouden en zij zitten achter de mislukte aanslag. Ook is er inmiddels in Wadesdah een prijs op hun hoofd gezet, dus Kuifje en Haddock moeten zorgen dat ze hier zo snel mogelijk weer wegkomen.
Dankzij Oliveira slagen Kuifje en Haddock erin om vermomd de stad uit te komen. Ook Kuifjes hond Bobbie ontkomt, waarna ze door een gids de woestijn in geleid worden. Er wordt alarm geslagen en militair bevelhebber Mull Pasja (in werkelijkheid is dit dokter Müller) stuurt pantserwagens en vliegtuigen achter hen aan. De luchtmacht begrijpt echter de orders verkeerd en bombardeert haar eigen pantserwagens, waarna Kuifje en Haddock ongeschonden de schuilplaats van de emir weten te bereiken. Deze verklaart de precieze achtergrond van het conflict met Arabair: men weigerde speciaal loopings te maken voor Abdoellah, waarop de emir heeft gedreigd het contract op te zeggen en in de openbaarheid te brengen dat Arabair waarschijnlijk aan slavenhandel doet. Dit doet het bedrijf door islamitische Afrikanen, die onderweg zijn naar Mekka voor de hadj, te ontvoeren en te verkopen. Arabair is eigendom van de rijke markies Di Gorgonzola, een grote naam in de zakenwereld.
Kuifje en Haddock besluiten te vertrekken richting Mekka, in de hoop deze schandelijke praktijken te kunnen ontmaskeren. Op zee wordt hun boot aangevallen door twee mosquito's. Kuifje kan een van de vliegtuigen neerhalen, maar de boot zinkt en ze moeten een vlot maken. Dan pikken ze ook de in zee belande piloot van het neergeschoten vliegtuig op. Het is een Est, genaamd Pjotr Szut. Hij blijkt geen slechterik te zijn en ze kunnen het goed met elkaar vinden. Het vlot wordt door Di Gorgonzola's plezierjacht, de Sheherazade, bij toeval opgepikt. Di Gorgonzola herkent Kuifje en wil zo snel mogelijk weer van hem af, maar het jacht zit vol met belangrijke gasten (onder wie Bianca Castafiore), dus draagt hij ze over aan een van zijn eigen andere schepen, de Ramona. De kapitein van het voornoemde schip is weer een andere oude bekende, Allan Thompson. Allan is van plan de drie weer in Wadesdah af te zetten, waar het voor hen levensgevaarlijk is.
's Nachts breekt er brand uit op de Ramona en de bemanning vlucht, omdat er een grote lading aan springstof en munitie aan boord is. Door een grote golf wordt het vuur net op tijd geblust, waarop Kuifje, Haddock en Szut het schip overnemen en wegvaren. Dan komen ze erachter dat de Ramona een slavenschip van Di Gorgonzola is: het ruim zit vol gevangen zwarte Soedanezen en Senegalezen, de zogenaamde "cokes". Dat het daadwerkelijk om slavenhandel gaat blijkt als er een Arabier aan boord komt die ongegeneerd de spieren en tanden van een van de mannen begint te inspecteren. Haddock jaagt hem woedend van boord. Het kost Haddock grote moeite om de moslims te overtuigen niet verder te reizen naar Mekka, omdat ze anders tot slaaf gemaakt zullen worden.
De Arabier laat het er echter niet bij zitten en licht de organisatie van Di Gorgonzola in. Di Gorgonzola stuurt een onderzeeër, maar Kuifje bemerkt deze tijdig, zodat ze, mede door kundig manoeuvreren van Haddock, erin slagen twee torpedo's te ontwijken. Szut heeft bovendien de radio gemaakt, waarop Kuifje een noodsignaal weet te verzenden dat wordt opgepikt door een Amerikaanse zware kruiser, de USS Los Angeles. Watervliegtuigen van de Amerikaanse marine bombarderen de onderzeeër, waarop de bemanning zich overgeeft. Een poging van de bemanning om alsnog een kleefmijn aan te brengen op het slavenschip mislukt doordat de mijn wordt opgegeten door een haai.
Kuifje, Haddock en Szut gaan met de USS Los Angeles op weg om Di Gorgonzola, die niemand minder blijkt te zijn dan Kuifjes oude vijand Roberto Rastapopoulos, te arresteren. Hijzelf ontkomt, terwijl iedereen denkt dat zijn boot gezonken is, maar zijn gehele organisatie wordt opgerold. Hierdoor komt emir Mohammed Ben Kalisj Ezab terug aan de macht, waarna zijn zoontje Abdoellah huiswaarts kan keren en ook de rust op Molensloot weerkeert. Ook komt er, zoals uit een krantenbericht blijkt, internationale controle op de maatschappijen, om de veiligheid van de Mekka-reizigers te waarborgen.

## Achtergrond
Cokes in voorraad vormt inhoudelijk een min of meer rechtstreeks vervolg op Kuifje en het Zwarte Goud. In het verhaal figureren echter ook tal van karakters uit andere eerdere verhalen Kuifje. Professor Zonnebloem speelt in dit verhaal geen belangrijke rol. Hij komt slechts voor in een paar scènes aan het begin en einde op het kasteel van Molensloot.
Aanvankelijk had Hergé een andere titel in gedachten, namelijk Les Requins de la mer rouge (De haaien van de Rode Zee). In de Engelse vertaling The Red Sea Sharks heeft het verhaal daadwerkelijk deze naam gekregen.
Hergé werkte zich in door met zijn assistent Bob De Moor een meerdaagse tocht met een vrachtschip te maken om zo de sfeer op zee te proeven en details voor de tekeningen vast te leggen. Hij las zich in door het bestuderen van het boek Un sous-marinier de la Royal Navy, een aantal edities van het tijdschrift La Revue Maritieme en het lezen van Henry de Monfreids geïllustreerde uitgave van Trafic d'armes en mer rouge.
In het album komt de naam Mull Pasha voor, alias dokter Müller, die dan het commando voert over een aantal gevechtsvliegtuigen. De naam is afgeleid van John Bagot Glubb, die lange tijd als militair commandant in Jordanië werkzaam was en daar ook Glubb Pacha werd genoemd.
Op pagina 10 van het album is een bestaand schilderij te zien: Le canal du Loing van impressionist Alfred Sisley.

## Publicatie
De ballonstrip verscheen voor het eerst in de weekbladen Kuifje en zijn Franstalige evenknie Tintin. Wekelijks werd van week 44 in 1956 tot en met week 1 in 1958 één pagina met vier stroken afgedrukt.

## 'Cokes'
Het woord 'cokes', dat in dit verhaal wordt gebruikt als codewoord om de zwarte slaven mee aan te duiden, verwijst in het algemeen naar bewerkte steenkool die als brandstof wordt gebruikt.